# Злобино (Железногорский район)
Зло́бино — село в Железногорском районе Курской области. Входит в состав Кармановского сельсовета. Постоянное население — 111 человек (2010 год).

## География
Расположено на юге района, в 25 км к югу от Железногорска на ручье Бутеж, притоке Усожи. Высота над уровнем моря — 181 м. Ближайший населённый пункт — деревня Александровка расположена в 1 км юго-восточнее Злобина.

## История

Злобино на карте 1785 года

Название деревни произошло из личного имени Злоба. В 1-й половине XVII века поместье на ручье Бутеж принадлежало служилому человеку Злобе Савельевичу Смецкому. В отказной книге за 1649 год содержится запись о том, что поместье Злобы Смецкого на речке Бутеж было отказано (пожаловано) Мелентию Волобуеву. В 1671 году новым владельцем «злобинского поместья Смецкого», которым ранее владел Мелентий Волобуев, стал Марк Ильич Агарков.
По данным 1-й ревизии 1719 года бо́льшую часть населения деревни Злобино составляли крепостные крестьяне различных помещиков: полковника Ивана Ивановича Тевяшова (27 душ мужского пола), подьячего Ивана Васильевича Золотарёва (53 д.м.п.), Викулы Васильевича Сонцова (4 д.м.п.), князя Михаила Михайловича Друцкого-Соколинского (180 д.м.п.), Антипа Ивановича Коростелёва (24 д.м.п.), Ивана Филипповича Коростелёва (15 д.м.п.), Никифора Марковича Агаркова (15 д.м.п.). В то же время здесь проживало несколько семей лично свободных однодворцев — потомков служилых людей: Агарковы, Коростелёвы (по 2 двора), Азаренковы, Волобуевы, Ефремовы, Гридины, Цукановы, Худяковы (по 1 двору). Некоторые из однодворцев также владели крепостными крестьянами. Всего в деревне в то время проживала 301 душа мужского пола. С учётом женского пола население составляло около 600 человек.
В XVII—XVIII веках (до 1779 года) Злобино входило в состав Усожского стана Курского уезда. В 1779—1924 годах в составе Дмитриевского уезда Курской губернии.
В XIX веке в Злобино выделялись следующие части: Нижняя Злобина, Верхняя Злобина, Коростелёвка, Бутежская Плата, Кичигинка. Жители деревни были прихожанами Преображенской и Троицкой церквей соседнего села Рышково.
По данным 10-й ревизии 1858 года в деревне жили однодворцы Коростелёвы (8 дворов), Волобуевы (7 дворов), Кичигины (5 дворов), Агарковы, Ивлевы (по 3 двора), Правдениковы (1 двор) — всего 326 однодворцев (162 мужского пола и 164 женского) в 27 дворах. Остальную часть населения деревни составляли крепостные князя Дмитрия Егоровича Шаховского (143 души мужского пола), княгини Марии Павловны Шаховской (63 д.м.п.), Алексея Фёдоровича Беседина (48 д.м.п.), Андрея Васильевича Беседина (27 д.м.п.), Ивана Петровича Трапезникова (26 д.м.п.).
В 1861 году Злобино вошло в состав Кармановской волости Дмитриевского уезда. 
В 1862 году в деревне было 73 двора, проживало 834 человека (401 мужского пола и 433 женского). 
В 1900 году в Злобино проживало 896 человек (470 мужского пола и 426 женского).
После установления советской власти деревня стала административным центром Злобинского сельсовета, позднее была отнесена к Погорельцевскому сельсовету. 
В 1921—1929 годах в Злобино действовал храм Архангела Михаила. Это был редчайший случай, когда церковь была открыта уже в советское время.
В 1928 году село вошло в состав Михайловского (ныне Железногорского) района. 
В начале 1930-х годов в Злобино были созданы 2 колхоза: «Борец» и «Герой труда».
В 1937 году в селе было 184 двора. 
Во время Великой Отечественной войны, с октября 1941 года по февраль 1943 года, Злобино находилось в зоне немецкой оккупации. 
В 1950 году местные колхозы «Борец» и «Герой труда» были объединены в один — «Борец». В 1959 году злобинский колхоз «Борец» был присоединён к колхозу имени XXI Партсъезда (центр в с. Карманово).
В 1989 году Погорельцевский сельсовет был упразднён, Злобино вошло в состав Кармановского сельсовета.

## Население
| 1862 | 1883  | 1905  | 1979 | 2002 | 2010 |
| ---- | ----- | ----- | ---- | ---- | ---- |
| 834  | ↗1134 | ↘1035 | ↘355 | ↘179 | ↘111 |

## Персоналии
- Русаков, Григорий Фомич (1879—1948) — тяжелоатлет. Родился в Злобино.